# Cor Caroli (Sternbild)
Cor Caroli, lateinisch für Karlsherz, ist ein kleines, historisches Sternbild, das nicht zu den anerkannten und verwendeten 88 Sternbildern zählt. Das Himmelsgebiet dieses Sternbilds gehört heute zum offiziellen Sternbild Canes Venatici (Jagdhunde) und lag in der Gegend des Halsbandes der Jagdhunde.
Oft wird mit „Cor Caroli“ (ursprünglich vollständig „Cor Caroli Regis Martyris“) auch der hellste Stern in diesem Sternbild bezeichnet, der heute als Alpha Canum Venaticorum bekannt ist.